# Fireball (album Deep Purple)
Fireball è il quinto album in studio della band britannica Deep Purple, pubblicato nel 1971.

## Descrizione
L'edizione originale in vinile venne pubblicata con la copertina apribile tipica del periodo e con una busta per il contenimento del disco e un inserto con i testi delle canzoni.
Nel 1996, anno del 25º anniversario, l'album è stato rimasterizzato con l'aggiunta di alcune bonus track tra cui Strange Kind of Woman (registrata nel 1971 e pubblicata come singolo) e I'm Alone (B-side di Strange Kind of Woman).
Nel settembre 2010 è stato pubblicato un CD in edizione limitata in oro 24 carati dalla Audio Fidelity. Il disco venne masterizzato dai nastri originali dall'ingegnere del suono Steve Hoffman. La scaletta delle canzoni è quella della edizione originale pubblicata negli U.S.A., comprensiva quindi di "Strange Kind of Woman" ma senza "Demon's Eye".
In una nuova versione rimasterizzata sono contenute alcune tracce inedite, come ad esempio The Noise Abatement Society Tapes, costituita da Midnight in Moscow, Robin Hood e William Tell's Overture, ovvero brani di musica classica eseguiti in chiave rock; ciò sottolinea l'interesse da parte del gruppo, e soprattutto di Blackmore e di Lord, a influenzare il proprio stile con altri generi musicali. In William Tell's Overture si nota una grande velocità di esecuzione dei musicisti e del tastierista in particolare.

## Copertina
La copertina ritrae i volti dei cinque membri della formazione Mark II avvolti in una palla di fuoco (il titolo dell'album, Fireball, in inglese significa appunto palla di fuoco).

## Accoglienza
L'album raggiunse la prima posizione della Official Albums Chart nel Regno Unito e in Germania, la seconda in Norvegia e Finlandia, la terza nei Paesi Bassi, Italia e Francia e la quinta in Australia.

## Tracce
Tutte le canzoni sono scritte dai Deep Purple.
Versione originale in vinile
Lato A
1. Fireball – 3:25
2. No No No – 6:54
3. Demon's Eye – 5:21
4. Anyone's Daughter – 4:43

Lato B
1. The Mule – 5:23
2. Fools – 8:21
3. No One Came – 6:28

Tracce bonus nell'edizione per il 25º anniversario dell'album
1. Strange Kind of Woman (a-side remix) – 4:07
2. I'm Alone (b-side) – 3:08
3. Freedom (album out-take) – 3:37
4. Slow Train (album out-take) – 5:38
5. Demon's Eye (remix) – 6:13
6. The Noise Abatement Society Tapes – 4:17
7. Fireball (take 1 - instrumental) – 4:09
8. Backwards Piano – 0:56
9. No One Came (remix) – 6:24

## Formazione
- Ian Gillan: voce
- Ian Paice: batteria
- Ritchie Blackmore: chitarra
- Roger Glover: basso
- Jon Lord: tastiere

## Classifiche

### Classifiche settimanali
| Classifica (1971/72) | Posizione massima |
| -------------------- | ----------------- |
| Australia            | 5                 |
| Canada               | 24                |
| Finlandia            | 2                 |
| Francia              | 3                 |
| Germania             | 1                 |
| Italia               | 3                 |
| Norvegia             | 2                 |
| Paesi Bassi          | 3                 |
| Regno Unito          | 1                 |
| Stati Uniti          | 32                |

### Classifiche di fine anno
| Classifica (1971) | Posizione |
| ----------------- | --------- |
| Italia            | 16        |
| Paesi Bassi       | 21        |
| Classifica (1972) | Posizione |
| Australia         | 25        |
| Germania          | 6         |